# خوسيه إدواردو دوترا
خوسيه إدواردو دوترا (بالبرتغالية: José Eduardo Dutra‏) هو شخصية أعمال وجيولوجي وسياسي برازيلي، ولد في 11 أبريل 1957 بريو دي جانيرو في البرازيل، وتوفي في 4 أكتوبر 2015 ببيلو هوريزونتي في البرازيل بسبب سرطان. حزبياً، نشط في حزب العمال البرازيلي. انتخب عضو مجلس الشيوخ من البرازيل.